# Vanesa Santana
Vanesa Santana (Villa Celina, 3 settembre 1990) è una calciatrice argentina, centrocampista del Huelva e della nazionale argentina.

## Carriera

### Club
Santana si avvicina al calcio fin da giovanissima, iniziando a giocare in una squadra di ragazzi del suo quartiere, José Hernández, a La Matanza, disputando i campionati giovanili fino all'età di 12 anni.
Trascorso il primo periodo nel club del quartiere e sostenuta dalla madre nel continuare l'attività, Santana si è unita al Boca Juniors, sua prima squadra interamente femminile, dopo un periodo di prova alla fine del 2005. Qui passa la maggior parte della sua carriera, vincendo tra apertura e clausura 14 campionati argentini, rimanendo legata al club di Buenos Aires fino al 2016 Quello stesso anno, ceduta in prestito all'Estudiantes de Guárico, ha disputato l'edizione 2016 della Coppa Libertadores di categoria, dove la sua squadra è giunta in finale, poi persa 2-1 con le paraguayane del Libertad/Limpeño.
Nel 2017 si è trasferita al neoistituito Atlético Huila per il suo primo impegno professionale in un campionato estero, quello colombiano. Alla stagione d'esordio la squadra si dimostra subito competitiva ma nella doppia finale deve arrendersi alle avversarie del Santa Fe.
Conclusi i vincoli contrattuali e non sentendosi a suo agio con il club di Neiva, nella prima metà del 2018 Santana si è unita all'América de Cali, disputando ancora il campionato colombiano prima di cogliere l'occasione di giocare in Europa, sottoscrivendo un contratto con il neopromosso in Primera División Dux Logroño nell'agosto dello stesso anno. Il tecnico Héctor Blanco la impiega da titolare fin dalla 1ª giornata di campionato, debuttando nel massimo livello del campionato spagnolo di categoria il 9 settembre, nel pareggio interno a reti inviolate con il Valencia. Rimane legata al club del capoluogo della comunità autonoma di La Rioja per due stagioni, contribuendo a far raggiungere l'11º posto in Primera División, con la conseguente agevole salvezza nella prima, e l'exploit in Coppa della Regina nella seconda, giungendo in finale nell'edizione 2019-2020 persa 3-0 con il Barcellona nell'anno della pandemia di COVID-19. La sue prestazioni espresse con il Logroño sono tali da farle riconquistare un posto in nazionale.
Nel luglio 2020 ha firmato con l'Huelva.

### Nazionale
Nel 2008 Santana viene inizialmente convocata per rappresentare il suo paese nel campionato sudamericano Under-20 di Brasile 2008, contribuendo a far raggiungere la formazione giovanile argentina il secondo posto dietro alle pari età del Brasile. Grazie a questo risultato viene confermata in rosa anche per il Mondiale di Cile 2008 dove però l'Argentina, classificandosi al quarto e ultimo posto del gruppo B nella prima fase del torneo, viene eliminata già alla fase a gironi. Rimasta in quota anche per il campionato sudamericano di Colombia 2010, disputa il suo secondo torneo CONMEBOL U-20 con meno fortuna, venendo la sua nazionale eliminata già alla fase a gironi.
Del 2011 è la sua prima convocazione in nazionale maggiore, tuttavia per il debutto deve attendere il 2014, inserita dal commissario tecnico Luis Nicosia nella rosa delle 18 giocatrici che disputano il torneo di calcio femminile dei giochi sudamericani di Santiago del Cile. In quell'occasione Santana condivide con le compagne la conquista della medaglia d'oro di specialità ai X Giochi sudamericani dopo aver superato per 2-1 le avversarie del Cile nella finale del 16 marzo 2014. In seguito Nicosia la riconferma anche per la Copa América di Ecuador 2014.
Negli anni seguenti il susseguirsi sulla panchina della nazionale dei nuovi ct Julio Olarticoechea e Carlos Borrello, che la convoca per il Mondiale di Francia 2019, le fanno accumulare presenze che, sotto la guida tecnica del selezionatore Germán Portanova raggiungono e superano le 50 con la maglia delle Albicelestes prima della sua ultima convocazione per il Mondiale di Australia e Nuova Zelanda 2023.

## Palmarès

### Club
- Campionato argentino: 14

Boca Juniors: 2005 (C), 2005 (A), 2006 (C), 2007 (A), 2007 (C), 2007 (A), 2008 (C), 2009 (A), 2010 (A), 2011 (C), 2011 (A), 2012 (A), 2013 (C), 2013 (A)
- Supercoppa argentina: 1

Boca Juniors: 2015